# Julius R. Blum
Julius Rubin Blum (* 1922 in Nürnberg; † 13. April 1982) war ein US-amerikanischer Mathematischer Statistiker, Professor an der University of California, Davis.

## Leben
Blum wurde 1937 von seinen Eltern vor den Nationalsozialisten in Deutschland zu einem Onkel in den USA in Sicherheit geschickt, sie selbst starben als Juden im Holocaust. Nach Wehrdienst im Zweiten Weltkrieg bei der US Army studierte Blum Mathematik an der University of California, Berkeley mit dem Bachelor-Abschluss 1949 und der Promotion 1953 bei Michel Loève (und Lucien Le Cam) mit der Dissertation Strong Consistency of Stochastic Approximation Methods. Danach war er an der Indiana University und den Sandia National Laboratories und ab 1963 zusätzlich Professor an der University of New Mexico. Ab 1974 war er Professor an der University of Wisconsin und 1976/77 Programmdirektor für Statistik bei der National Science Foundation. Nach zwei Jahren an der University of Arizona ging er 1979 an die University of California, Davis. Er starb an einem Herzanfall.
Er befasste sich insbesondere mit asymptotischem Verhalten stochastischer Prozesse und Ergodentheorie. Außerdem befasste er sich mit nichtparametrischer Statistik.
Nach ihm, Murray Rosenblatt (1926–2019)  und Jack Carl Kiefer (1924–1981) ist ein Test für statistische Unabhängigkeit benannt.

## Schriften
- mit Judah Rosenblatt Probability and Statistics, Philadelphia: Saunders 1972